# Faits économiques et sociaux au IIIe siècle

Chronologie de l'économie
IIe siècle - IIIe siècle - IVe siècle

## Événements
- Vers 200 : la population mondiale s'élève à quelque 257 millions d'humains[1] ; 160 millions en Asie, 55 en Europe, 30 en Afrique, 11 en Amérique, 1 en Océanie[2].
- 193-211 : l’élevage du dromadaire est mentionné lors du règne de Septime Sévère en Tripolitaine ; il progresse rapidement en Afrique du Nord[3].
- 215 : Caracalla introduit dans l’empire romain l’usage d’une nouvelle monnaie d’argent, l’argentueus Aurelianus Antonianus. Le poids de l’aureus est réduit à un cinquantième de livre[4]. Le cuivre disparaît progressivement, et au milieu du IIIe siècle, au paroxysme de la crise, l’Antonianus restera la seule monnaie officielle.
- Vers 220 : mesures favorisant le commerce et les corporations en Italie et dans les Provinces romaines[5].

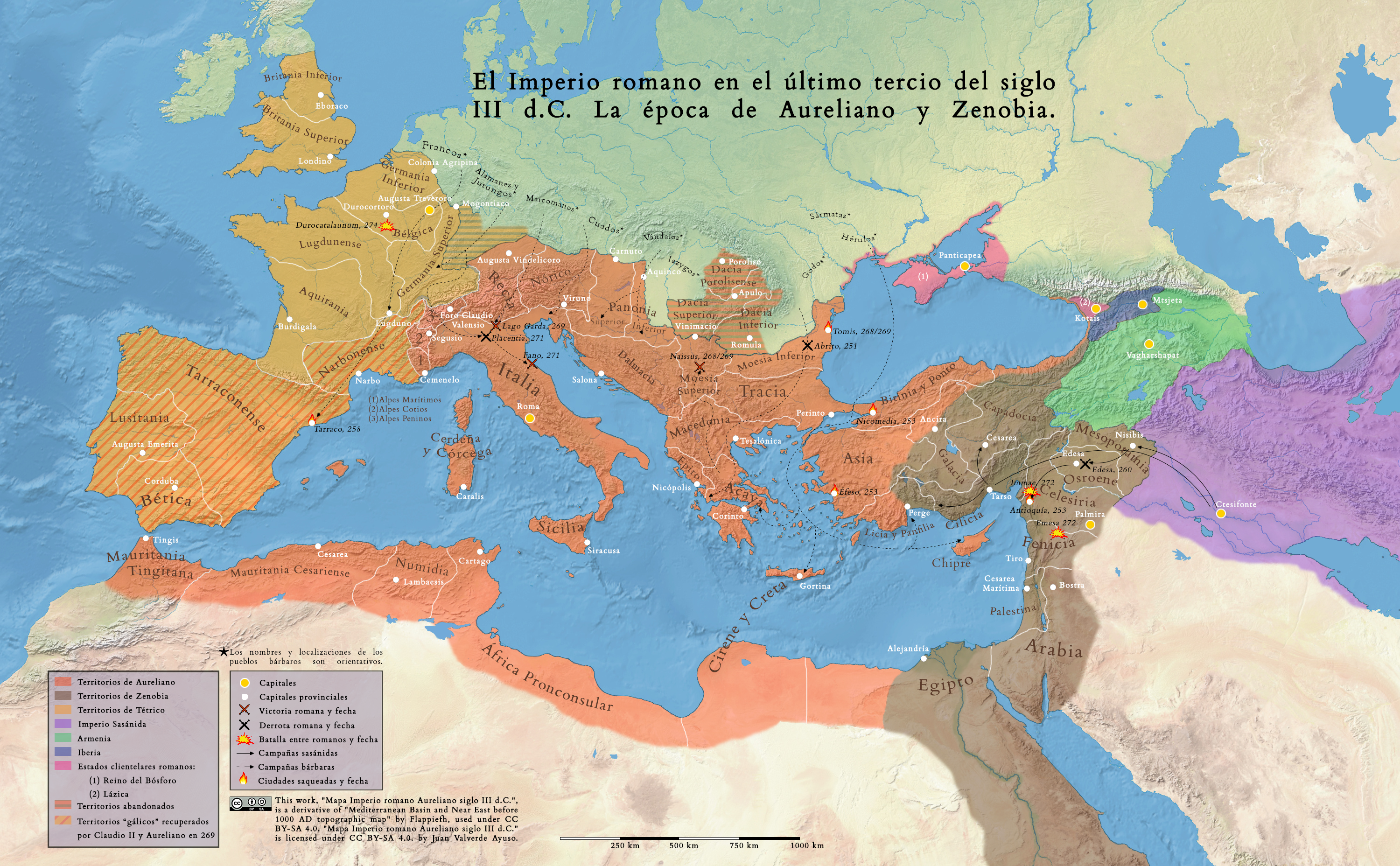
L'empire romain divisé après 271.

- Vers 235-285 : crise du troisième siècle dans l’empire romain. La partition de l’empire, les invasions et les usurpations, le saccage des campagnes et des villes par les envahisseurs, anéantissent la production agricole, ruinent l’industrie, raréfient l’exploitation des mines[6]. La crise monétaire entraîne une inflation vertigineuse pouvant atteindre 1000 % dans certaines régions de l’Empire.
  - forte dévaluation de la monnaie. Le poids de l’argentueus Aurelianus Antonianus est réduit et passe de 5,45 g à 5,10 g lors de sa création sous Caracalla (215) à trois grammes. Son titre est réduit (50 % de métal fin au début, 1,25 % au minimum par la suite)[7]. L’État en frappe d’énormes quantités. Le commerce extérieur, devant l’attitude des importateurs qui exigent le paiement en or où en anciens deniers d’argent, se raréfie ou s’arrête. À l’intérieur, grâce au cours forcé, l’Antonianus continue à circuler, mais sa dépréciation constante se traduit par l’envolée des prix et la variation continuelle du cours. Le troc se développe entre particuliers, et l’État paye la solde de l’armée et le traitement des fonctionnaires en nature.
  - la crise démographique force l'État et les propriétaires terriens à attacher les paysans à la terre (système du colonat). Originairement, les colons sortent de la classe des petits propriétaires ruraux (possessores). Écrasés d'impôts, criblés de dettes, ils renoncent volontairement à leur propriété. Parfois, ils rejoignent les troupes de barbares ou de bagaudes qui errent en Gaule. Le plus souvent, ils restent fidèles à leur sol et demandent la protection (patrocinium) d'un grand propriétaire. Ils abandonnent leur propriété, en conservent la jouissance jusqu'à leur mort, sans pouvoir la quitter.
- Vers 260-270 : distribution de blé à Oxyrhynque, Alexandrie et Hermopolis en Égypte[8].
- Vers 270-300 : Endubis est le premier roi d’Aksoum à frapper ses propres monnaies, imitées du système monétaire romain. Le royaume d’Aksoum atteint une grande prospérité grâce au commerce en Mer Rouge, favorisé par les différends qui opposent la Perse et Rome et surtout après la fondation de Constantinople en 330[9].
- 271-273 : Aurélien fait fermer l'atelier monétaire de Rome pour fraudes. En 274, il entame une vaste réforme monétaire de l'empire romain[10].
- 281 : Probus abolit l’édit de Domitien qui interdisait la plantation de nouvelles vignes hors d’Italie. Le vignoble gaulois s’étend jusque sur la Seine, le Rhin et la Moselle (Trèves) après la levée de l’interdiction[11].
- 297 : réforme fiscale de Dioclétien. Établissement d'une assiette fondée sur des critères fonciers (jugatio, mesure des juga de terre) et personnels (capitatio, mesure des capita humains et animaux). L'impôt se paye en nature (annona) et en espèce. Tous les ans, un décret impérial, l’indictio, en fixe le montant[12]. L'existence d'un impôt personnel calculé d'après la capitatio dans l'empire protobyzantin est toutefois un sujet très débattu par les historiens. Les matières premières reçues comme impôt sont transformées par des manufactures d’État qui détiennent des monopoles : tuiles, briques, fonderies, fabriques d’armes, tissage, teinturerie de pourpre, etc. La condition des ouvriers est rude : marqués au fer comme les mineurs ou les soldats, les ouvriers des fabriques d’armes ne peuvent quitter leur profession, qui est héréditaire.
- Vers 290 : Dioclétien augmente de trois cent à quatre cent mille les effectifs de l’armée romaine et porte le nombre de légions de 34 à 68[13]. Cette armée est financée par la réforme financière.

- IIIe et IVe siècles : quelque cinquante sites industriels de production du fer liés à la culture de Przeworsk ont été retrouvés dans la région de Lysa Gora en Pologne, avec des batteries de fourneaux disposés en rang serrés. Le fer produit est commercialisé vers les zones voisines, et peut-être dans l'Empire romain au sud[14].
- Le Nanzhou Yiwu Zhi (en) (« Rapport sur les étrangetés des régions méridionales ») décrit des bateaux kunlun[15], c'est-à-dire indonésiens, de 60 mètres avec 600 à 700 hommes à bord.